# Sylvilagus dicei
Sylvilagus dicei és una espècie de conill del gènere Sylvilagus. Viu a Costa Rica i Panamà. És una espècie amenaçada com a vulnerable per la llista vermella de la UICN.